# Héctor Cotto
Héctor Cotto (né le 8 août 1984 à Fajardo) est un athlète portoricain, spécialiste du 110 m haies.
Son meilleur temps est de 13 s 54, réalisé à San Fernando le 6 juin 2010, pour remporter la médaille d'or aux Championnats Ibéro-américains 2010.
Il a participé aux Jeux olympiques 2008. Il améliore son meilleur temps pour réaliser 13 s 49 à Guadalajara le 28 octobre 2011, lors des Jeux panaméricains.

## Palmarès
| Année | Compétition                                 | Lieu         | Résultat | Performance |
| ----- | ------------------------------------------- | ------------ | -------- | ----------- |
| 2008  | Championnats d’Am. centrale et des Caraïbes | Cali         | 3e       | 13 s 55     |
| 2010  | Championnats ibéro-américains               | San Fernando | 1er      | 13 s 54     |
| 2010  | Jeux d'Amérique centrale et des Caraïbes    | Mayagüez     | 3e       | 13 s 71     |
| 2011  | Championnats d’Am. centrale et des Caraïbes | Mayagüez     | 2e       | 13 s 54     |